# Mariano Zabaleta
Mariano Zabaleta (født 28. februar 1978 i Tandil, Argentina) er en argentinsk tennisspiller, der blev professionel i 1996. Han har igennem sin karriere vundet 3 singletitler, og hans højeste placering på ATP's verdensrangliste er en 21. plads, som han opnåede i april 2000.

## Grand Slam
Zabaletas bedste Grand Slam-resultat i singlerækkerne er kommet ved US Open, hvor han i 2001 nåede frem til kvartfinalen. Her tabte han dog til russeren Marat Safin.